# Brännland (södra delen)
Brännland (södra delen)  var en av SCB avgränsad och namngiven småort i Umeå kommun. Småorten omfattar bebyggelse sydost om centrala Brännland. Området växte 2015 samman med tätorten Brännland.